# Transportfly
Transportfly er et fly til fragt af gods snarere end passagerer. Moderne transportfly har en skrogform, der gør, at de kan transportere selv pansrede mandskabsvogne, helikoptere og andet større materiel. 
De første fly til fragt af luftpost, blev indsat i 1911. I 1920'erne udviklede man de første deciderede fragtfly. Det første 'ægte' transportfly var det tyske Arado Ar 232. Dette fly var i tjeneste under 2. verdenskrig.